# Slavsk
Slavsk (rusky Славск, polsky Jędrzychowo, litevsky Gastos), do roku 1946 Heinrichswalde (německy; rusky Хайнрихсвальде), je město v Kaliningradské oblasti, exklávě Ruské federace. V roce 2021 mělo 4 tisíce obyvatel.

## Historie

### Od založení do druhé světové války
Původní osada byla založena roku 1292 a mezi lety 1466 – 1657 byla lénem polského království. V roce 1657 získal kraj od kurfiřta Fridricha Viléma Heinrich Ehrentreich von Halle. Od jeho osoby byl následně odvozen německý název Heinrichswalde (česky Heinrichův les). V roce 1686 byl položen základní kámen dřevěného kostela, který byl v roce 1694 dokončen. V roce 1792 musela být stržena jeho věž, protože hrozilo její zřícení. Celý kostel byl pak zbourán v roce 1867 a nový v novogotickém stylu byl dokončen v roce 1869. Železnice dorazila do osady v roce 1891 a spojila ho s Královcem a Tylží, což napomohlo hospodářskému rozmachu. Od počátku 20. století získával Heinrichswalde díky okolním jezerům a lesům charakter lázní a stával se místem odpočinku německých obyvatel především z nedaleké Tylže. Během první světové války byl Heinrichswalde krátce okupováno ruskými vojsky. Celá událost se ale obešla bez ničení či ztrátách na životech. V roce 1935 byl otevřen bazén s termální vodou, který je otevřený stále a je jediným svého druhu v oblasti. V roce 1939 dostala osada status města.

### Moderní dějiny města
V říjnu 1944 bylo místní německé obyvatelstvo evakuováno před postupující Rudou armádou v rámci operace Hannibal. Rusové město obsadili 20. ledna 1945. Na základě postupimské dohody z roku 1945 připadlo město Sovětskému svazu. Němci, kteří zůstali v Heinrichswalde, byli následně do roku 1950 vystěhování do Východního Německa a jejich místo zaujali převážně Rusové. V roce 1946 byl změněn název města na Slavsk (rusky: Славск) podle ruského slova sláva (rusky: слава). Následně byla celá nově vzniklá Kaliningradská oblast včetně Slavsku z vojenských důvodů hermeticky uzavřena od zbytku světa. Po rozpadu SSSR se město stalo součástí Ruska jako jeho exkláva.

## Obyvatelstvo
| Rok       | 1885  | 1890  | 1900  | 1910  | 1925  | 1933  | 1939  | 1959  | 1970  | 1979  | 1989  | 2002  | 2010  | 2021  |
| Obyvatelé | 1 592 | 1 728 | 2 406 | 2 581 | 3 180 | 3 467 | 3 862 | 4 053 | 4 410 | 4 682 | 5 172 | 4 614 | 4 330 | 3 964 |

## Zajímavosti
- ve městě se dochoval evangelický kostel z roku 1869
- nedaleko se nachází rezervace zubrů.

## Partnerská města
- Ronneby, Švédsko
- Šilutė, Litva